# Dennis Bergkamp
Dennis Nicolaas Maria Bergkamp (Amsterdam, 10 de maig de 1969) és un exfutbolista neerlandès.

## Trajectòria

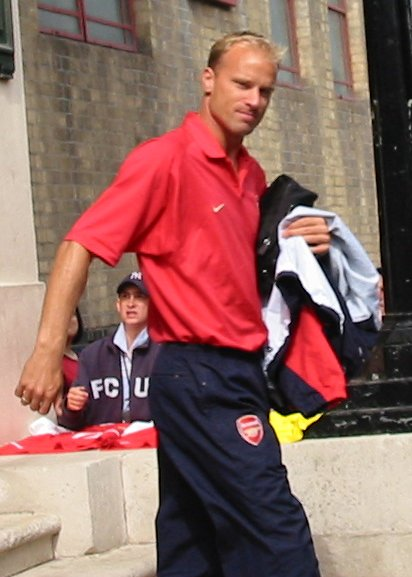
Dennis Bergkamp

El primer gran club de Bergkamp fou l'AFC Ajax, on començà als 12 anys. Debutà professionalment el 14 de desembre de 1986 de la mà de Johan Cruijff. Amb el club guanyà nombrosos títols i ell fou màxim golejador de la lliga de 1991 a 1993 i nomenat jugador de l'any el 1992 i el 1993. En total marcà 122 gols en 239 partits pel club. El 1993 fitxà per l'Inter de Milà. Tot i guanyar una Copa de la UEFA el 1994, no s'acabà d'adaptar al futbol italià, marcant només 11 gols en 50 partits.

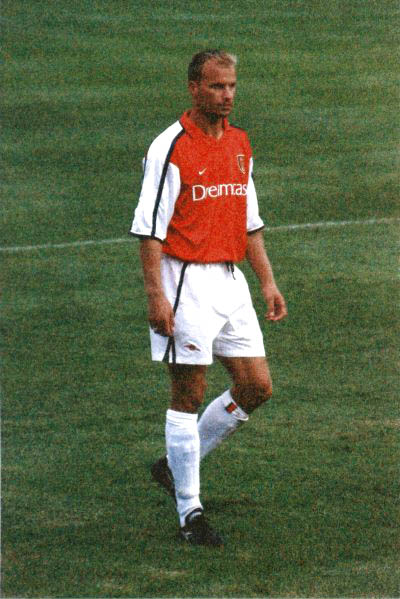
Bergkamp a l'Arsenal

L'Arsenal FC el comprà el 1995 per £7.5m. Aviat esdevingué una de les grans figures del club, amb el qual guanyà el doblet els anys 1998 i 2002, a més d'una copa i dues lligues més. Es retirà del futbol competitiu el 17 de maig del 2006, després de la final de la Lliga de Campions que perdé enfront del FC Barcelona.
Jugà una dècada amb la selecció dels Països Baixos entre 1990 i el 2000. Disputà l'Euro 92 (semifinals), la Copa del Món de 1994, l'Euro 96, la Copa del Món de 1998 (semifinals) i l'Euro 2000 (de nou semifinalista). En total marcà 37 gols en 79 partits amb la selecció.
Fou nomenat per Pelé com un dels 100 futbolistes vius més importants el març del 2004, i el 2007 fou inclòs a l'English Football Hall of Fame, essent el primer jugador neerlandès en assolir-ho. El 1998 fou escollit per la Football League a la llista de les 100 llegendes del futbol anglès.
Dennis Bergkamp és recordat pel seu pànic a volar en avió, que es desenvolupà després d'un incident patit per l'equip dels Països Baixos durant el Mundial de 1994.

## Palmarès
- AFC Ajax
  - Recopa d'Europa de futbol 1987.
  - Copa de la UEFA 1992.
  - Lliga neerlandesa de futbol 1990.
  - Copa neerlandesa de futbol 1987, 1993.
- Inter de Milà
  - Copa de la UEFA 1994.
- Arsenal FC
  - Premier League 1998, 2002, 2004.
  - FA Cup 1998, 2002, 2003, 2005.
  - FA Community Shield 1998, 1999, 2002, 2004.

## Premis
- Màxim golejador de la lliga neerlandesa de futbol 1991, 1992, 1993.
- Jugador neerlandès de l'any 1992, 1993.
- Pilota d'Or: 3r lloc 1992, 2n lloc 1993
- PFA Players' Player of the Year (Anglaterra) 1998.
- FWA Footballer of the Year (Anglaterra) 1998.